# Roccella Ionica
Roccella Ionica (ou Roccella Jonica) é uma comuna italiana da região da Calábria, província de Reggio Calabria, com cerca de 6.762 habitantes. Estende-se por uma área de 37 km², tendo uma densidade populacional de 183 hab/km². Faz fronteira com Caulonia, Gioiosa Ionica, Marina di Gioiosa Ionica, Martone, Nardodipace (VV).

## Demografia
| Variação demográfica do município entre 1861 e 2011                               |
|                                                                                   |
| Fonte: Istituto Nazionale di Statistica (ISTAT) - Elaboração gráfica da Wikipedia |